# Lowell (Karolina Północna)
Lowell – miasto w Stanach Zjednoczonych, w stanie Karolina Północna, w hrabstwie Gaston.